# Hangony
Hangony ist eine ungarische Gemeinde im Kreis Ózd im Komitat Borsod-Abaúj-Zemplén.

## Geografische Lage
Hangony liegt in Nordungarn, 46 Kilometer nordwestlich des Komitatssitzes Miskolc und 7 Kilometer westlich der Kreisstadt Ózd an dem Fluss Hangony-patak. Nachbargemeinden sind Kissikátor und Borsodszentgyörgy.

## Geschichte
Die Gemeinde Hangony entstand 1939 durch den Zusammenschluss der Orte Alsóhangony und Felsőhangony. Im Jahr 1907 gab es in der Kleingemeinde Alsóhangony 159 Häuser und 759 Einwohner auf einer Fläche von 3732 Katastraljochen und in der Kleingemeinde Felsőhangony 152 Häuser und 692 Einwohner auf einer Fläche von 3073 Katastraljochen. Beide Orte gehörten zu dieser Zeit zum Bezirk Rimaszécs im Komitat Gömör und Kis-Hont.

## Sehenswürdigkeiten
- Römisch-katholische Kirche Szent Anna
- Skulptur Sügér, erschaffen 1974 von Nándor Székely
- Statue Úttörő, erschaffen 1974 von Nándor Székely

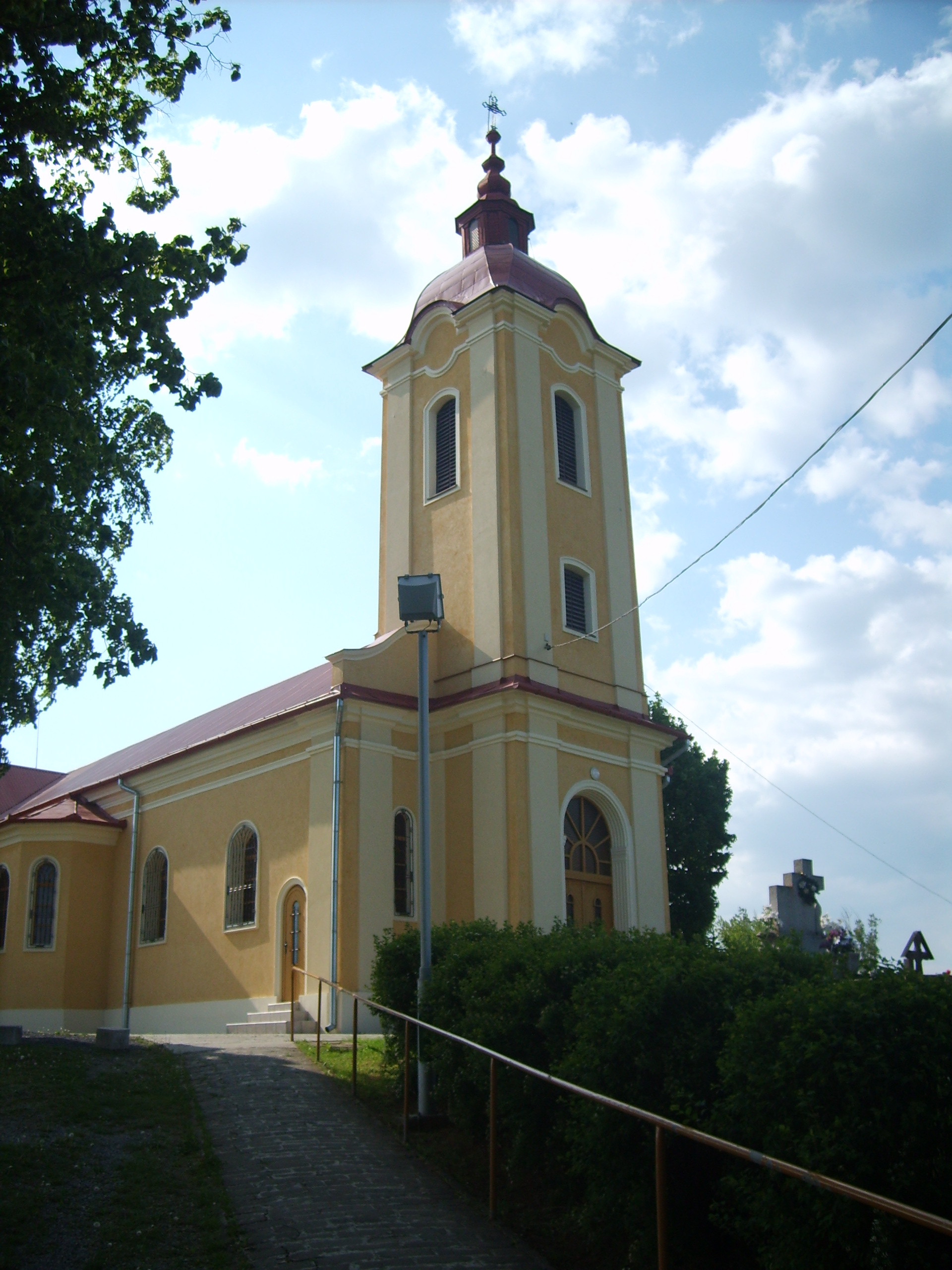
Römisch-katholische Kirche Szent Anna

- Weltkriegsdenkmal

## Verkehr
Durch Hangony verläuft die Landstraße Nr. 2306. Es bestehen Busverbindungen nach Domaháza sowie nach Ózd, wo sich der nächstgelegene Bahnhof befindet.